# Hulett, Wyoming
Hulett är en småstad (town) i Crook County i nordöstra Wyoming i USA, med 383 invånare vid 2010 års folkräkning.

## Geografi
Genom staden flyter Belle Fourche River. Sydväst om staden ligger Devils Towers nationalmonument. Öster om staden ligger bergsområdet Black Hills.

## Kommunikationer
Delstatsvägen Wyoming State Road 112 börjar i Hulett och löper härifrån norrut mot delstatsgränsen till Montana. Genom staden löper även Wyoming State Road 24.